# Баррі Тауншип (округ Скайлкілл, Пенсільванія)
Баррі Тауншип (англ. Barry Township) — селище (англ. township) в США, в окрузі Скайлкілл штату Пенсільванія. Населення — 916 осіб (2020).

## Демографія
Згідно з переписом 2010 року, у селищі мешкали 932 особи в 384 домогосподарствах у складі 278 родин. Було 477 помешкань
Расовий склад населення:
| - 99,4 % — білих - 0,1 % — чорних або афроамериканців - 0,1 % — азіатів |

До двох чи більше рас належало 0,3 %. Частка іспаномовних становила 0,9 % від усіх жителів.
За віковим діапазоном населення розподілялося таким чином: 19,4 % — особи молодші 18 років, 63,0 % — особи у віці 18—64 років, 17,6 % — особи у віці 65 років та старші. Медіана віку мешканця становила 46,3 року. На 100 осіб жіночої статі у селищі припадало 100,4 чоловіків;  на 100 жінок у віці від 18 років та старших — 100,8 чоловіків також старших 18 років.
Середній дохід на одне домашнє господарство  становив 59 935 доларів США (медіана — 52 292), а середній дохід на одну сім'ю — 69 785 доларів (медіана — 63 636). Медіана доходів становила 47 969 доларів для чоловіків та 39 125 доларів для жінок. За межею бідності перебувало 4,3 % осіб, у тому числі 4,0 % дітей у віці до 18 років та 5,3 % осіб у віці 65 років та старших.
Цивільне працевлаштоване населення становило 428 осіб. Основні галузі зайнятості: освіта, охорона здоров'я та соціальна допомога — 24,1 %, виробництво — 14,3 %, роздрібна торгівля — 13,8 %.